# Gabriel Thibaudeau
 (décembre 2018).
Si vous disposez d'ouvrages ou d'articles de référence ou si vous connaissez des sites web de qualité traitant du thème abordé ici, merci de compléter l'article en donnant les références utiles à sa vérifiabilité et en les liant à la section « Notes et références ».
Gabriel Thibaudeau est un compositeur, pianiste et chef d'orchestre québécois. Il est reconnu comme étant l'un des plus grands accompagnateurs de films muets.

## Formation
Il étudie le piano à l'École de musique Vincent d'Indy puis la composition à l'Université de Montréal avec Serge Garant, Michel Longtin et André Prévost. Dès l'âge de 15 ans, il est pianiste pour les classes de ballet. 

## Carrière
Pendant plusieurs années pianiste répétiteur des Grands Ballets Canadiens, il est actuellement pianiste attitré de la Cinémathèque Québécoise depuis plus de 30 ans et à partir de 1998, compositeur en résidence de l'orchestre de chambre parisien L'Octuor de France.  
L'œuvre de Thibaudeau comprend de la musique pour le ballet, l'opéra, la musique de chambre ainsi que plusieurs compositions orchestrales pour le cinéma muet,.
Gabriel Thibaudeau est compositeur agréé au Centre de musique canadienne et est représenté par Troublemakers Inc.